# Pimenta jamaicensis
Pimenta jamaicensis är en myrtenväxtart som först beskrevs av Nathaniel Lord Britton och William H. Harris, och fick sitt nu gällande namn av George Richardson Proctor. Pimenta jamaicensis ingår i släktet Pimenta och familjen myrtenväxter. IUCN kategoriserar arten globalt som nära hotad. Inga underarter finns listade i Catalogue of Life.